# 20. juni
20. juni er dag 171 i året i den gregorianske kalender (dag 172 i skudår). Der er 194 dage tilbage af året.
- Sylverius dag. Pave i Rom i 536, der blev uvenner med kejser Justinian og kejserinden, fordi kejserinden ville have ham til at udnævne en ikke-kristen til biskop i Konstantinopel. Han nægtede, blev dræbt og fik senere status som martyr.

- Det er FNs Internationale flygtningedag.

### Begivenheder
Født - Dødsfald
- 1689 - Altona-forliget indgås, og Danmark tvinges til at afstå den hertugelige del af Slesvig. Danmark var raget uklar med flere lande efter et angreb på Hamburg, og det var dem, der havde forlangt en afgørelse.
- 1788 - Stavnsbåndet ophæves.
- 1789 - Franske revolution: Tredjestandsmedlemmer af den franske stænderforsamling aflægger en højtidelig ed om ikke at skilles, før Frankrig har fået en forfatning.
- 1837 - Dronning Victoria bliver regerende britisk dronning efter Vilhelm 4.'s død.
- 1898 - Lynet slår ned i Sangerindepavillonen i Charlottenlund, som brænder ned.
- 1863 - West Virginia optages i USA som den 35. delstat
- 1914 - Det første tyske krigsskib med navnet Bismarck søsættes.
- 1919 - Landbrugsrådet bliver stiftet.
- 1936 - Svømmepigen Edith Andersen svømmer som den første over Storebælt fra Halsskov til Knudshoved. Svømmeturen tager 7 timer og 49 minutter.
- 1955 - Den græske by Thessaloniki rammes af et jordskælv på 6,5 på Richter-skalaen. 36 omkommer, og flere hundrede bliver kvæstet.
- 1955 - Den længste solformørkelse i nyere tid finder sted i Filippinerne og varer 7 minutter og 8 sekunder. En solformørkelse kan være total i højst 7 minutter og 31 sekunder.
- 1960 - Mali og Senegal opnår uafhængighed.
- 1963 - "Den røde linje" - en direkte telefonforbindelse - mellem Kreml og Det Hvide Hus i Washington bliver åbnet for at "kunne forhindre krig ved en fejltagelse". Baggrunden for oprettelsen er Cubakrisen året før.
- 1965 - Danmarks fodboldlandshold slår Sverige i Idrætsparken med 2-1.
- 1969 - Vikingeskibshallen i Roskilde indvies.
- 1973 - Efter 10 års landflygtighed vender den tidligere diktator Juan Peron tilbage til Argentina. Der opstår uroligheder, og 13 bliver dræbt, mens mere end 300 såres.
- 1975 - En af 19 kendte hatte som Napoleon har brugt sælges på auktion i Paris for 225.000 kr.
- 1985 - En norsk tidligere tjenestemand i udenrigsministeriet, Arne Treholt, idømmes i Oslo tingsret 20 års fængsel for spionage for både Sovjetunionens og Iraks regeringer.
- 1989 - Den 25-årige danske fodboldspiller Michael Laudrup indgår en kontrakt med FC Barcelona. Laudrup bliver købt for mellem 25 og 30 millioner kroner, menes det, og dermed er det den dyreste handel med en dansk fodboldspiller på det tidspunkt.
- 1990 - Den britiske premierminister John Major foreslår indførelse af en ny europæisk møntenhed, ECU.
- 1990 - Asteroiden Eureka opdages.
- 1991 - Tysklands parlament vedtager at gøre Berlin til landets officielle hovedstad og at forbundsdagen og regeringen skal flyttes dertil.
- 1992 - Unibanks ledelse afviser rygter om betalingsstandsning. Dagen efter kommer en garanti fra Nationalbanken.
- 1995 - Olieselskabet Shell opgiver en planlagt dumpning af den udtjente boreplatform Brent Spar i Atlanterhavet efter massivt pres fra politikere, miljøorganisationer og privatpersoner i hele Europa.
- 1997 - Landsstyreformand Lars Emil Johansen tilbyder USA forhandling om deponering af atomare sprænghoveder på Grønland.
- 2006 - Regeringen Anders Fogh Rasmussen II indgår et forlig om fremtidens velfærd sammen med Dansk Folkeparti, Radikale Venstre og Socialdemokraterne.
- 2006 - Farums tidligere borgmester, Peter Brixtofte, idømmes 2 års ubetinget fængsel for mandatsvig.
- 2006 - Lego offentliggør planer om at flytte det meste af produktionen til udlandet. 900 medarbejdere skal fyres over 3 år.

### Født
- 1566 - Sigismund 3. Vasa, polsk konge (død 1632).
- 1717 - J.F.J. Saly, fransk skulptør (død 1776).
- 1819 - Jacques Offenbach, tysk-fransk komponist (død 1880).
- 1847 - Gina Krog, norsk politiker og kvindesagsaktivist (død 1916).
- 1896 - Joseph Louis Wilfred Pelletier, canadisk dirigent, komponist og pianist (død 1982).
- 1899 - Helen Traubel, amerikansk operasanger (død 1972).
- 1909 - Errol Flynn, australsk-amerikansk skuespiller (død 1959).
- 1915 - Terence Young, engelsk filminstruktør (død 1994).
- 1923 - Bjørn Watt Boolsen, dansk skuespiller (død 1998).
- 1927 - Arnvid Meyer, dansk jazzmusiker og centerleder (død 2007).
- 1928 - Jean-Marie Le Pen, fransk politiker (død 2025).
- 1928 - Martin Landau, amerikansk skuespiller (død 2017).
- 1931 - Rikki Septimus, sydafrikansk danser, musicalartist, koreograf og regissør (død 2007).
- 1931 - Arne Nordheim, norsk komponist (død 2010).
- 1941 - Stephen Frears, engelsk filminstruktør.
- 1942 - Brian Wilson, amerikansk musiker i Beach Boys.
- 1949 - Lionel Richie, amerikansk sanger.
- 1949 - Lars Trier, dansk guitarist, komponist og forfatter.
- 1952 - John Goodman, amerikansk skuespiller.
- 1953 - Cyndi Lauper, amerikansk sangerinde.
- 1954 - Henrik Wivel, dansk kritiker.
- 1955 - Sonja Mikkelsen, dansk sekretariatschef og tidligere minister.
- 1955 - Tor Nørretranders, dansk forfatter.
- 1956 - Ann-Mette Elten, dansk sangerinde.
- 1967 - Nicole Kidman, amerikansk-australsk skuespillerinde.
- 1978 - Frank Lampard, engelsk fodboldspiller.
- 1981 - Brede Hangeland, norsk fodboldspiller.

### Dødsfald
- 1597 - Willem Barents, hollandsk opdagelsesrejsende (født ca. 1550).
- 1787 - Karl Friedrich Abel, tysk komponist (født 1723).
- 1837 - Vilhelm 4., britisk konge (født 1765).
- 1866 - Bernhard Riemann, tysk matematiker (født 1826).
- 1930 - Kristian Erslev, dansk historiker (født 1852).
- 1933 - Clara Zetkin, tysk socialistisk politiker (født 1857).
- 1947 - Benjamin "Bugsy" Siegel, amerikansk gangster og casinoejer (født 1906)
- 1982 - Jens Christian Christensen, dansk folketingsmedlem fra Venstre (født 1906).
- 2024 - Enan Galaly, hotelejer (født 1947).

|  | Denne datoartikel kan blive bedre, hvis der indsættes et (bedre) billede Du kan hjælpe ved at afsøge Wikimedia Commons for et passende billede eller uploade et godt billede til Wikimedia Commons iht. de tilladte licenser og indsætte det i artiklen. |